# Graubäuchige Opossummaus
Die Graubäuchige Opossummaus (Caenolestes caniventer) ist eine Art der Eigentlichen Opossummäuse innerhalb der Mausopossums (Caenolestidae). Sie lebt in den nördlichen Anden in Teilen Ecuadors und im Norden Perus.

## Merkmale
Die Graubäuchige Opossummaus erreicht eine Gesamtlänge von 256 Millimetern bei einer Schwanzlänge von etwa 127 Millimetern, das Gewicht beträgt etwa 40 Gramm. Die ausgewachsenen Männchen sind deutlich größer als die Weibchen. Wie die anderen Arten der Mausopossums ähnelt sie in ihrem Aussehen den Spitzmäusen und besitzt eine lang ausgezogene Schnauze. Das Fell ist glänzend und seidig, es ist braunschwarz gefärbt; im Vergleich zur Ecuador-Opossummaus (Caenolestes fuliginosus) ist es deutlich dichter mit bis zu 10 Millimeter langen Haaren, die teilweise weiße Haarspitzen aufweisen. Die Unterwolle hat einen grau-weißen Farbton. An der Kehle besitzen die Tiere in der Regel dunkle Flecken. Wie andere Arten der Mausopossums haben auch Vertreter dieser Art für Beutelsäuger ungewöhnliche Lippenklappen, die wahrscheinlich dafür sorgen, dass die Tiere nicht ungewollt Erde in das Maul bekommen. Die Tiere haben kurze und kräftige Beine mit je fünf Zehen, wobei die mittleren drei Zehen jeweils kürzer als die äußeren Zehen sind. Der lange Schwanz ist dunkelbraun und kann teilweise als Greifschwanz eingesetzt werden und dabei das Tier beim Klettern unterstützen. Die Oberarmknochen sind sehr kräftig, die Oberschenkelknochen dagegen vergleichsweise schmal.
| 4 | · | 1 | · | 3 | · | 4 | = 42 |
| 3 | · | 1 | · | 3 | · | 4 | = 42 |

Wie andere Arten der Mausopossums besitzt auch diese Art ein für die Familie typisches Gebiss mit vergrößerten unteren mittleren Schneidezähnen, die nach vorn ragen, sowie der reduzierten Anzahl an Schneidezähnen im Vergleich zu anderen Beutelsäugern. Die Arten der Gattung besitzen vier Schneidezähne (Incisivi), einen Eckzahn (Caninus), drei Prämolaren (Praemolares) und zwei Mahlzähne (Molares) in einer Oberkieferhälfte, im Unterkiefer verfügen sie über einen Schneidezahn weniger pro Hälfte. Insgesamt besitzen die Tiere entsprechend 46 Zähne.
Wie andere Beuteltiere haben auch die Mausopossums zwei Uteri und zwei Vaginae, zudem wird angenommen, dass die Anzahl der Eierstöcke der Anzahl der Zitzen entspricht (anders als bei den Opossums). Die Arten der Eigentlichen Opossummäuse besitzen keine Bauchtasche (Beutel); sie haben jedoch vier Zitzen, von denen sich je zwei an den Bauchseiten am Hinterleib befinden.

## Verbreitung

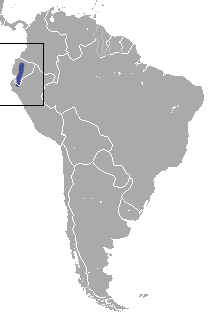
Verbreitungsgebiet (blau) der Graubäuchigen Opossummaus

Die Graubäuchige Opossummaus kommt in den südamerikanischen Anden im zentralen und südwestlichen Ecuador sowie im Norden Perus vor. In Ecuador wurden einzelne Individuen in der Provinz El Oro, am Cayambe sowie im Bereich von Molleturo gefangen. Die Höhenverbreitung der Art liegt oberhalb von 1500 Metern.

## Lebensweise
Über die Lebensweise der Graubäuchigen Opossummaus liegen nur wenige Angaben vor, sie entspricht jedoch wahrscheinlich der anderer Arten der Gattung. Sie lebt in subtropischen Wäldern sowie Wäldern der Höhenlagen der Anden und ist streng an diesen Lebensraum gebunden. Sie bevorzugt kühle und feuchte Mikroklimate im Unterholz. In den Graslandgebieten bilden sie Kanäle und Pfade unter dem Wurzelsystem entlang von Flüssen.
Die Tiere der Gattung sind Einzelgänger und vor allem in der Nacht aktiv. Sie leben am Boden, sind jedoch auch gute Kletterer. Den Tag verbringen sie in Tunnelbauen unter Baumwurzeln. Sie ernähren sich opportunistisch und sind omnivor. Dabei leben sie vor allem von Insekten, fressen jedoch auch pflanzliche Nahrung, besonders Früchte, und erbeuten auch kleine Wirbeltiere, darunter auch kleine und junge Mäuse. Unter den Insekten erbeuten sie vor allem Käfer, Fliegen, Grillen und Grashüpfer sowie Schmetterlinge und deren Raupen, hinzu kommen Regenwürmer, Hundertfüßer und Spinnen. Die Beute suchen sie in der Vegetation, vor allem in Moospolstern und Laubhaufen. Ihre Beute halten sie beim Fressen mit den Vorderfüßen fest.
Über das Paarungsverhalten der Mausopossums liegen keine Beobachtungen vor, wahrscheinlich haben die Tiere eine Fortpflanzungsphase pro Jahr, die von Februar bis August andauert. Die Weibchen der Gattung und damit auch der Graubäuchigen Opossummaus besitzen allerdings keine Bauchtasche wie andere Beuteltiere. Bei Jungtieren ist eine Bauchfalte ausgebildet, die sich jedoch bis zum Erreichen der Geschlechtsreife zurückbildet.

## Systematik
Die Graubäuchige Opossummaus wird als eigenständige Art innerhalb der Gattung der Eigentlichen Opossummäuse (Caenolestes) eingeordnet. Die Gattung enthält insgesamt fünf Arten, wobei eine Art (Caenolestes sangay) erst 2013 erstbeschrieben wurde. Die wissenschaftliche Erstbeschreibung der Graubäuchigen Opossummaus stammt von Harold Elmer Anthony aus dem Jahr 1921 anhand eines Individuums aus der Provinz El Oro in Ecuador.
Innerhalb der Art werden neben der Nominatform keine weiteren Unterarten unterschieden.

## Bestand, Gefährdung und Schutz
Die Graubäuchige Opossummaus wird von der International Union for Conservation of Nature and Natural Resources (IUCN) vor allem aufgrund der rückläufigen Populationen als Art der Vorwarnliste (near threatened) eingestuft. Eine Gefährdung geht vor allem durch die Umwandlung und den damit verbundenen Verlust der Lebensräume in landwirtschaftlich genutzte Flächen (besonders in Ecuador) und die Abholzung von Waldgebieten für den Holzverkauf (vor allem in Peru) aus. Da die waldgebundene Art nur in einem schmalen und lang gezogenen Verbreitungsgebiet vorkommt, führt der zonale Lebensraumverlust zur Verinselung der Populationen. Über die Populationsgrößen und die tatsächliche Verbreitung liegen jedoch kaum Daten vor und es ist möglich, dass die Art zukünftig in eine höhere Gefährdungskategorie eingestuft werden muss als bisher angenommen.

## Belege
1. 1 2 3 4 5 6 7 8 9  Leila Siciliano: Caenolestes caniventer, gray-bellied shrew opossum. im Animal Diversity Net. Abgerufen am 29. Dezember 2013.
2. 1 2 3 4  Caenolestes caniventer in der Roten Liste gefährdeter Arten der IUCN 2013.2. Eingestellt von: B. Patterson, S. Solari, 2008. Abgerufen am 29. Dezember 2013.
3. ↑   Reed Ojala-Barbour, C. Miguel Pinto, Jorge Brito M., Luis Albuja V., Thomas E. Lee, Jr. and Bruce D. Patterson. 2013. A New Species of Shrew-Opossum (Paucituberculata: Caenolestidae) with A Phylogeny of Extant caenolestids. Journal of Mammalogy. 94 (5): 967–982.  doi:10.1644/13-MAMM-A-018.1
4. 1 2  Don E. Wilson & DeeAnn M. Reeder (Hrsg.): Caenolestes caniventer in Mammal Species of the World. A Taxonomic and Geographic Reference (3rd ed).